# Габон на Светском првенству у атлетици на отвореном 2011.
Габон је учествовао на 13. Светском првенству у атлетици на отвореном 2011. одржаном у Тегу од 27. августа до септембра. Репрезентацију Габона представљала су 2 такмичара (1 мушкарац и 1 жена) који су се такмичили у 2 дисциплине (1 мушка и 1 женска). , 
На овом првенству Габон није освојио ниједну медаљу, а постигнут је само један лични рекорд.

## Учесници
| Мушкарци: - Кристијан Нгнингба — 5.000 м | Жене: - Руди Занг Милама — 100 м |  |

## Резултати

### Мушкарци
| Атлетичар          | Дисциплина | Лични рекорд | Квалификације | Квалификације | Полуфинале | Полуфинале | Финале               | Финале      | Детаљи |
| Атлетичар          | Дисциплина | Лични рекорд | Резултат      | Место         | Резултат   | Место      | Резултат             | Место       | Детаљи |
| ------------------ | ---------- | ------------ | ------------- | ------------- | ---------- | ---------- | -------------------- | ----------- | ------ |
| Кристијан Нгнингба | 5.000 м    |              | 18:44,06 ЛР   | 20. гр. 2     |            |            | Није се квалификовао | 36/ 36 (41) |        |

### Жене
| Атлетичарка      | Дисциплина | Лични рекорд        | Квалификација | Квалификација | Полуфинале | Полуфинале | Финале                | Финале       | Детаљи |
| Атлетичарка      | Дисциплина | Лични рекорд        | Резултат      | Место         | Резултат   | Место      | Резултат              | Место        | Детаљи |
| ---------------- | ---------- | ------------------- | ------------- | ------------- | ---------- | ---------- | --------------------- | ------------ | ------ |
| Руди Занг Милама | 100 м      | 11,09 (+1,4 м/с) НР | 11,20         | 2. у гр. 2 КВ | 11,43      | 4. у пф. 2 | Није се квалификовала | 10 / 54 (56) |        |